# لكمة المنصب (الملاح)

تعديل مصدري - تعديل

لكمة المنصب هي إحدى قرى عزلة الملاح بمديرية الملاح التابعة لمحافظة لحج، بلغ تعداد سكانها 20 نسمة حسب تعداد اليمن لعام 2004.